# Соколівка (Баштанський район)
Соколі́вка — село в Україні, у Березнегуватській селищній громаді Баштанського району Миколаївської області. Населення становить 27 осіб.